# Fast Track English
Fast Track English ist ein englischer Sprachkurs in Form einer 39-teiligen Fernsehserie in 3 Staffeln à 13 Folgen, der 1997 von Pilgrim Productions für das WDR produziert wurde. Er ist Bestandteil des Telekollegs, eines Erwachsenenkurses zu Erlangung der Fachhochschulreife. Jeweils eine Staffel à 13 Folgen wird vom 1. bis 3. Trimester abgehandelt. Die ersten beiden Staffeln nennen sich Fast Track English, die 3. Staffel Fast Track English - „The Business World“. Die Sendung wird von ARD-alpha ausgestrahlt.

## Fast Track English
In den ersten beiden Staffeln werden humoristische Elemente durch den Stromableser Meterman (Tim Baker) eingestreut, der sich in verschiedenen Tätigkeiten erprobt.

### Folgen
1. Getting started
2. Out and about
3. A family home
4. My car has broken down
5. Food and drink
6. At the hairdresser's
7. Sport in winter
8. Music in my life
9. Le shuttle
10. Bed and breakfast
11. Keeping fit
12. Talking about the future
13. A great day out
14. The Drinks Business
15. Buying a House
16. Then and Now
17. The Arts Festival
18. The Weather is Changing
19. Getting Around
20. The British Passion
21. Meet the Police
22. Reporting the News
23. The Latest Style
24. There must be an Answer
25. The Office at Home
26. A Second Chance

### Bücher
- Robert Parr, Günther Albrecht, Keith Jones: Fast Track English. Bd. 1, ISBN 978-3-941282-01-8.
- Robert Parr, Günther Albrecht, Keith Jones: Fast Track English. Bd. 2, ISBN 978-3-940453-02-0.
- Robert Parr: Fast Track English - Focus on Words and Phrases. ISBN 978-3-940453-03-7.
- Robert Parr, Günther Albrecht: Fast Track English - Helping Hands, Grammar and Exercices. ISBN 978-3-940453-01-3.

### CD-ROM
- Robert Parr, Günther Albrecht, Keith Jones: Vokabeltrainer Fast Track English. ISBN 978-3-8058-3400-1.

## Fast Track English - „The Business World“
In diesem Teil des Kurses wird das Geschäftsleben abgehandelt und Geschäftsenglisch gelehrt. Die erste Folge des Sprachkurses wurde erstmals am 25. August 1998 gesendet.
Die Figur „Meterman“ bildet sich zum erfolglosen Wirtschaftsplaner „Troubleshooter“ weiter; der Darsteller heißt in diesen Folgen Tim Bartholomew. Nebenbei übernimmt er auch kleinere Nebenrollen in seinen Spots, z. B. Troubleshooters Mutter und dessen Professor.

### Folgen
- 27. Retail and Wholesale
- 28. A Variety of Firms
- 29. Technology at Work
- 30. Banking
- 31. Advertising
- 32. Tourism and Travel
- 33. Human Resources
- 34. Communications
- 35. Distribution
- 36. Export and Import
- 37. Transportation of Goods
- 38. Insurance
- 39. The City and International Trade

### Bücher
- Robert Parr: Fast Track English - The Business World. BRmedia Telekolleg, 2007, ISBN 978-3-940453-08-2.

### CD-ROM
- Robert Parr, Günther Albrecht, Keith Jones: Vokabeltrainer The Business World. 2001, ISBN 3-8058-3499-3.

## Video
- Fast Track English, Pt.2 : 2 Videocassetten (VHS), Units 14-26

## Fortsetzung
Im 4. Trimester des Telekollegs wird der Sprachkurs America – The Freedom to Be, auch USA & Canada - The freedom to be... genannt, durchgenommen, wo in jeder Folge ein amerikanischer Bundesstaat oder eine kanadische Provinz im Mittelpunkt steht. Interviews mit den dort wohnenden Menschen sollen die jeweiligen Sprachbesonderheiten und Regiolekte darstellen und den Alltag von Menschen in unterschiedlichen Berufszweigen und Lebenssituationen darstellen. Ein alternativer Titel dieses 4. Teils ist America – People and Places.